# Patrik Trhac
Patrik Trhac (San Diego, 31 ottobre 1998) è un tennista statunitense.
Specialista del doppio, ha perso una finale nel circuito maggiore, ha vinto diversi titoli nell'ATP Challenger Tour e ha raggiunto il 77º posto del ranking ATP nell'agosto 2025. Ha esordito nel circuito maggiore all'Indian Wells Open 2024 con la vittoria sulle teste di serie nº 6 Máximo González / Andrés Molteni. Ha giocato per la prima volta un torneo del Grande Slam agli US Open 2024 ed è uscito di scena al primo turno, mentre al torneo di Wimbledon 2025 ha raggiunto il secondo turno. Non ha mai giocato in singolare tra i professionisti.

## Carriera
Al termine delle scuole superiori entra all'Università statale dell'Idaho e inizia a giocare nei campionati nazionali di college della NCAA con la squadra dell'ateneo. Nel 2022-2023 gioca per l'Università dello Utah.
Completati gli impegni universitari, nel giugno 2023 inizia a giocare tra i professionisti e al primo torneo perde la finale in un torneo ITF M15 a San Diego. Inizia poi a giocare in coppia con Ryan Seggerman e tra luglio e ottobre vincono otto tornei ITF consecutivi, dei quali tre di categoria M25. Continuano a vincere anche nei tornei Challenger, assicurandosi il primo titolo all'esordio in questa categoria nell'ottobre 2023 al City of Playford Tennis International. La settimana successiva vincono anche il Challenger 75 dell'NSW Open di Sydney.
Nel 2024 continua a giocare con Seggermann e vincono sette delle dieci finali Challenger disputate in stagione, diventando due dei più vincenti doppisti nell'ATP Challenger Tour 2024. Dopo aver vinto i primi due titoli dell'anno, a marzo esordiscono nel circuito maggiore all'Indian Wells Open eliminando le teste di serie nº 6 Máximo González / Andrés Molteni ed escono al secondo turno per mano di Wesley Koolhof / Nikola Mektić. Il mese successivo vincono il primo Challenger 125 in carriera al Mexico City Open con il successo in rimonta su Tristan Schoolkate / Adam Walton. A fine maggio si aggiudicano il Macedonian Open e la settimana dopo Trhac fa il suo ingresso nella top 100.
Nel periodo successivo arrivano la sconfitta in finale al Challenger 125 dell'Emilia-Romagna Tennis Cup, il titolo conquistato al Cranbrook Tennis Classic e quattro sconfitte al primo turno nel circuito maggiore, tra le quali quella nell'esordio in una prova del Grande Slam agli US Open. Riprendono l'ascesa in ottobre vincendo due Challenger 75 consecutivi a Fairfield e a Calgary, successi che valgono a Trhac il nuovo miglior ranking all'82ª posizione mondiale.
All'inizio del 2025 gioca con partner diversi senza conseguire risultati apprezzabili, a marzo torna a far coppia con Seggerman e superano il primo turno nei tornei ATP dell'Indian Wells Open e di Houston. Si separano di nuovo dopo la finale persa al Mexico City Open e nel periodo seguente Trhac non raccoglie risultati di rilievo. Torna protagonista a giugno al fianco di Diego Hidalgo, con il quale raggiunge subito due finali consecutive in tornei Challenger 125 sull'erba, perdono la prima al Birmingham Open e vincono la seconda all'Ilkley Open. In coppia con Théo Arribagé vince il suo primo match in un torneo del Grande Slam a Wimbledon ed escono al secondo turno.
A fine luglio disputa la prima finale nel circuito maggiore al Croatia Open Umag, gioca in coppia con Marcus Willis e vengono sconfitti da Romain Arneodo / Manuel Guinard con il punteggio di 5-7, 6-7; con questo risultato ritocca dopo nove mesi il miglior ranking e si porta all'81ª posizione ATP. Ad agosto sale alla 77ª dopo il successo con Seggerman al Challenger 125 del Sumter Open.

## Statistiche
Aggiornate al 18 agosto 2025.

### Doppio

#### Finali perse (1)
| Legenda              |
| -------------------- |
| Grande Slam (0)      |
| ATP Finals (0)       |
| ATP Masters 1000 (0) |
| ATP Tour 500 (0)     |
| ATP Tour 250 (1)     |

| N. | Data           | Torneo                   | Superficie  | Compagno      | Avversari in finale           | Punteggio   |
| 1. | 25 luglio 2025 | Croatia Open Umag, Umago | Terra rossa | Marcus Willis | Romain Arneodo Manuel Guinard | 5-7, 6(2)-7 |

### Tornei Challenger

#### Doppio

##### Vittorie (11)
| N.  | Data          | Torneo                                          | Superficie  | Compagno       | Avversari in finale                       | Punteggio           |
| 1.  | Ottobre 2023  | City of Playford Tennis International, Playford | Cemento     | Ryan Seggerman | Blake Ellis Tristan Schoolkate            | 6-3, 7-6(3)         |
| 2.  | Novembre 2023 | NSW Open, Sydney                                | Cemento     | Ryan Seggerman | Ruben Gonzales Nam Ji-sung                | 6-4, 6-4            |
| 3.  | Gennaio 2024  | Southern California Open, Indian Wells          | Cemento     | Ryan Seggerman | Thai-Son Kwiatkowski Alex Lawson          | 6-2, 7-6(3)         |
| 4.  | Gennaio 2024  | Southern California Open II, Indian Wells       | Cemento     | Ryan Seggerman | Thomas Fancutt Ajeet Rai                  | 6-4, 3-6, [10-3]    |
| 5.  | Aprile 2024   | Mexico City Open, Città del Messico             | Terra rossa | Ryan Seggerman | Tristan Schoolkate Adam Walton            | 5-7, 6-4, [10-5]    |
| 6.  | Maggio 2024   | Macedonian Open, Skopje                         | Terra rossa | Ryan Seggerman | Andrew Paulson Patrik Rikl                | 6-3, 7-6(4)         |
| 7.  | Luglio 2024   | Cranbrook Tennis Classic, Bloomfield Hills      | Cemento     | Ryan Seggerman | Ozan Baris Nishesh Basavareddy            | 4-6, 6-3, [10-6]    |
| 8.  | Ottobre 2024  | Fairfield Challenger, Fairfield                 | Cemento     | Ryan Seggerman | Gabi Adrian Boitan Bruno Kuzuhara         | 6-2, 3-6, [10-5]    |
| 9.  | Ottobre 2024  | Calgary Challenger, Calgary                     | Cemento     | Ryan Seggerman | Robert Cash James Tracy                   | 6-3, 7-6(3)         |
| 10. | Giugno 2025   | Ilkley Open, Ilkley                             | Erba        | Diego Hidalgo  | Charles Broom Ben Jones                   | 6-3, 6(8)-7, [10-7] |
| 11. | Agosto 2025   | Sumter Open, Sumter                             | Cemento     | Ryan Seggerman | Sriram Balaji Rithvik Choudary Bollipalli | 6-4, 7-6(3)         |